# نانسي إيسيم
نانسي إيسيم هي ممثلة وعارضة نيجيرية ولدت في 17 ديسمبر 1991.